# Corey Davis Jr.
Pour les articles homonymes, voir Davis.
 (août 2023).
Corey Richard Davis Jr., né le 4 juin 1997 à Ruston en Louisiane, est un joueur américain de basket-ball évoluant au poste de meneur.

## Biographie

### Carrière universitaire
Entre 2015 et 2017, il joue pour le San Jacinto Junior College (en).
Entre 2017 et 2019, il joue pour les Cougars de Houston.

### Carrière professionnelle

#### Afyon Belediye (2019-2020)
Le 20 juin 2019, lors de la draft 2019 de la NBA, il n'est pas sélectionné. Il participe ensuite à la Summer League de Las Vegas avec les Wizards de Washington durant laquelle il a des moyennes de 2,7 points et 1 rebond en 10,6 minutes par match.
Le 5 septembre 2019, il signe son premier contrat professionnel avec le club turc de l'Afyon Belediye (en).

#### BCM Gravelines-Dunkerque (2020-2021)
Le 6 juin 2020, il part en France où il signe pour le BCM Gravelines-Dunkerque.

#### KK Mornar Bar (depuis 2021)
Durant l'été 2021, il part au Monténégro et signe avec le KK Mornar Bar.

## Statistiques

### Universitaires
| Saison    | Équipe           | Matchs | Titul. | Min./m | % Tir | % 3pts | % LF | Rbds/m. | Pass/m. | Int/m. | Ctr/m. | Pts/m. |
| --------- | ---------------- | ------ | ------ | ------ | ----- | ------ | ---- | ------- | ------- | ------ | ------ | ------ |
| 2015-2016 | San Jacinto (en) | 18     | 14     | 27,7   | 41,1  | 32,3   | 81,9 | 2,78    | 5,83    | 0,89   | 0,33   | 13,39  |
| 2016-2017 | San Jacinto      | 29     | 29     | 27,2   | 49,1  | 43,2   | 77,6 | 3,07    | 3,76    | 1,41   | 0,52   | 16,79  |
| 2017-2018 | Houston          | 35     | 30     | 30,2   | 44,3  | 42,9   | 80,8 | 3,06    | 2,40    | 0,89   | 0,03   | 13,09  |
| 2018-2019 | Houston          | 37     | 36     | 33,0   | 42,0  | 37,5   | 86,9 | 3,32    | 2,78    | 1,03   | 0,08   | 16,97  |
| Carrière  | Carrière         | 72     | 66     | 31,6   | 42,9  | 39,9   | 84,7 | 3,19    | 2,60    | 0,96   | 0,06   | 15,08  |